# Корица (собака)

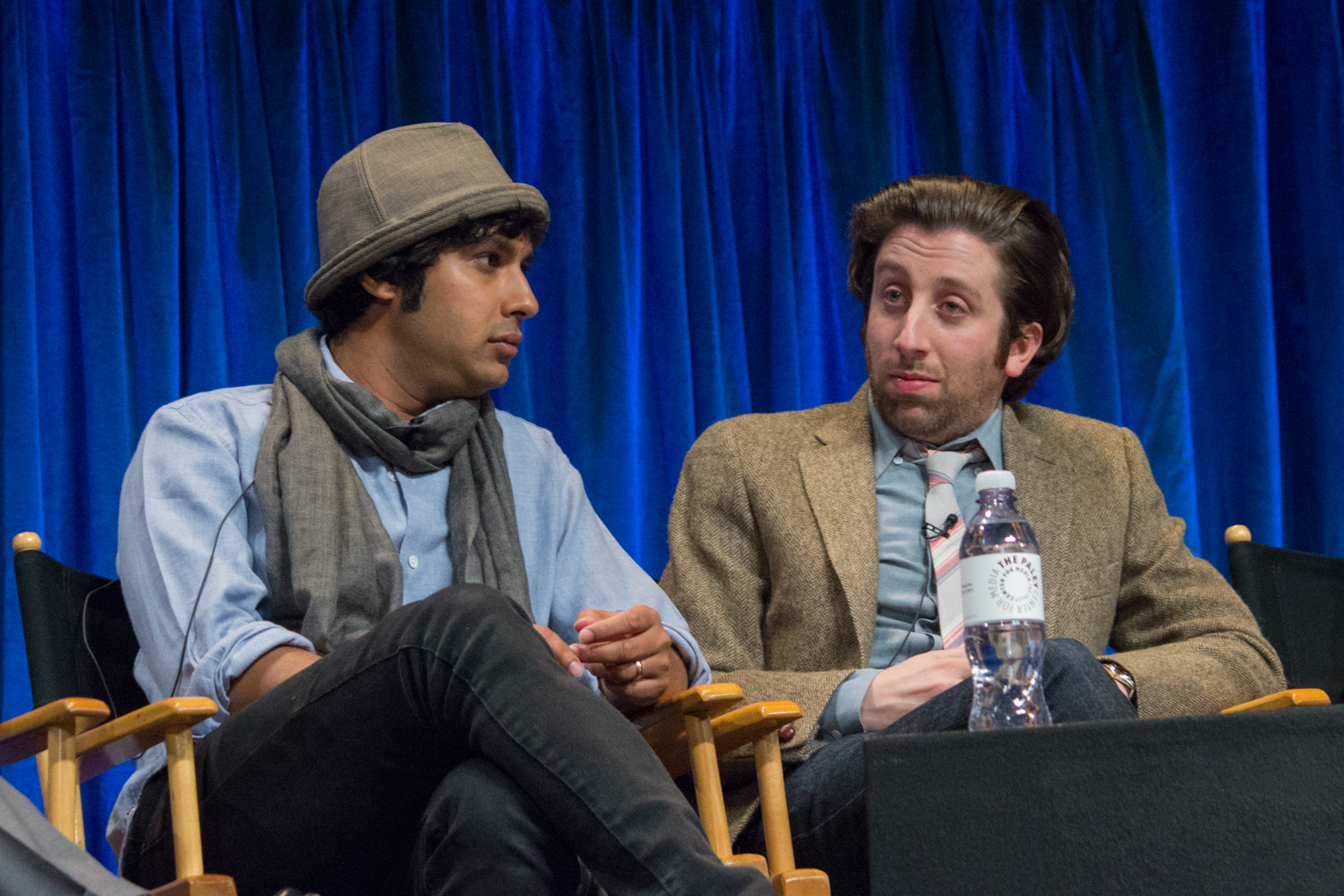
Исполнители ролей Раджеша Кутраппали (Кунал Найяр) и Говарда Воловица (Саймон Хеллберг)

Корица (англ. Cinnamon) — йоркширский терьер астрофизика индийского происхождения Раджеша Рамаяна Кутраппали, одного из главных персонажей американского комедийного сериала «Теория Большого взрыва». Его роль сыграл британский актёр Кунал Найяр.
До финала шестого сезона у Раджеша была селективная немота, которая не позволяла ему разговаривать с женщинами вне семьи, если только он не находился под воздействием алкоголя (или лекарств). Поэтому ему было трудно завести отношения с противоположным полом, хотя это неоднократно ему и удавалось. Другой его отличительной чертой является метросексуальность, многие его привычки и интересы скорее ближе к женским, чем к мужским. Некоторые персонажи подозревают его в скрытой гомосексуальности, что он отрицает. Мать Леонарда Хофстедтера, известный психолог, охарактеризовала его отношения с лучшим другом Говардом как «эрзац гомосексуального брака». Кунал Найяр говорил, что для него сексуальность Раджа никогда не была секретом. «Мне всегда казалось, что у него есть женоподобные качества. И благодаря им он не испытывал иллюзий в своей сексуальности. Ему было очень удобно с внутренней женщиной. Если бы он был геем, всё это не имело бы значения. Абсолютно никакого. Но я не считал его бисексуалом, геем или кем-то другим. Он просто не пытался постоянно доказывать свою мужественность, что и нам бы не помешало». В сериале неоднократно обыгрывается сравнение его с собакой: «всё понимает, но ничего сказать не может».

## Участие в сюжете

Раджеш и Говард Воловиц

Корица была подарена его другом Говардом и его невестой Бернадетт в эпизоде № 20 «Неисправный транспортёр» («The Transporter Malfunction») пятого сезона. Они собираются пожениться и спрашивают Раджеша, придёт ли он на свадьбу один или с девушкой. Застенчивый Радж просит своих родителей, чтобы они нашли ему индийскую жену. В разговоре с ними он отрицает, что он гей, назвав себя метросексуалом: «Это значит, что я люблю женщин и уход за кожей». Родители устраивают ему свидание с Лакшми в ресторане. Она соглашается выйти за него замуж, но сразу же выясняется, что она лесбиянка и согласилась встретиться, так как думает, что он гей. Фиктивный брак должен был помочь ей скрыть от родителей её наклонности.
Радж раздумывает над предложением, но Говард и Бернадетт советуют другу найти другую девушку. Они дарят ему йоркширкского терьера по кличке Корица, чтобы подбодрить его и чтобы он не чувствовал себя одиноко. Между ним и собакой возникла «любовь с первого взгляда». Обрадованный Раджеш сразу же пошёл проверить, влезет ли она в его сумочку. Бернадетт прокомментировала это словами, что никакой Раджеш не гетеросексуал. Радж настолько привязался к своей собаке, что относится к ней как к человеку. В связи с этим Говард придумал шуточную игру «Эмили или Корица» (англ. Emily or Cinammon). Смысл её заключался в том, что надо было угадать, к кому обращался Радж: к своей девушке Эмили, или к собаке? Например, в эпизоде № 13 «Оптимизация стрессом» («The Anxiety Optimization») восьмого сезона Говард спрашивал Леонарда: «В кровати так одиноко, когда тебя нет рядом». На это Леонард правильно ответил — «Корица».

## За кулисами
Корица была любимым персонажем сына исполнительного продюсера ситкома Стива Холланда, который говорил, что в съёмках принимало участие несколько собачек. В сериал сцены с Корицей попадали редко, так как собачки нервничали и дрожали. После окончания сериала Кунал Найэр вспоминал, что одну из них звали Индевер, а кличку второй он забыл. Они были неотличимы друг от друга и «абсолютно очаровательные». Об их участии в сериале он вспоминал так: «Я люблю собак. Сценаристы слегка переборщили, когда мне пришлось целоваться с собакой, но ничего, мне понравилось. К сожалению, к последнему сезону мы остались с одной собачкой, другая умерла. Собака была прелестная. С животными работать очень непросто, однако Коричка была спокойной. Почти всегда просто лежала на месте. Красотка. Я понимаю привязанность Раджа к ней, потому что мой собственный пёс мне как сын. Я обедаю, сидя на полу, один кусок ем сам, другой отдаю ему. Так что в сериале всё почти как в реальной жизни!».